# Kantonen Centrala Bosnien
Kantonen Centrala Bosnien (bosniska: Srednjobosanski kanton, (kroatiska: Županija Središnja Bosna, (serbiska: Средњoбосански кантон) är en kanton i entiteten Federationen Bosnien och Hercegovina. Kantonen ligger som namnet anger i mitten av Bosnien, väst om Sarajevo. Huvudorten är Travnik.
Kantonen är indelad i kommunerna Bugojno, Busovača, Dobretići, Donji Vakuf, Fojnica, Gornji Vakuf-Uskoplje, Jajce, Kiseljak, Kreševo, Novi Travnik, Travnik och Vitez.
1991 hade kantonen 339 702 invånare uppdelade enligt följande etniciteter:	
- bosniaker: 146 608 (43,2%)
- kroater: 131 744 (38,8%)
- serber: 40 809 (12,0%)
- jugoslaver: 13 803 (4,1%)
- övriga: 6 738 (1,9%)